# Корж Павло Петрович
Корж Павло́ Петро́вич (нар. 13 листопада 1953, м. Пологи, Запорізька область) — український політик, член Партії регіонів, кандидат технічних наук; ВР України, член фракції Партії регіонів (з 11.2007), член Комітету з питань паливно-енергетичного комплексу, ядерної політики та ядерної безпеки (з 12.2007).

## Життєпис
Народився 13 листопада 1953 (м.Пологи, Запорізька область обл.); дружина Зоя Михайлівна (1953); дочка Яніна (1984).
Освіта: Дніпропетровський гірничий інститут ім. Артема (1976), «Технологія і комплексна механізація підземної розробки корисних копалин»; Державна гірнича академія (1997), «Фінанси і кредит».

### Політична діяльність
Народний депутат України 6-го скликання з 11.2007 від Партії регіонів, № 61 в списку. На час виборів: нар. деп. України, член ПР.
Народний депутат України 5-го скликання 04.2006-11.07 від Партії регіонів, № 61 в списку. На час виборів: генеральний директор ВАТ «Павлоградвугілля», б/п. член Комітету з питань паливно-енергетичного комплексу, ядерної політики та ядерної безпеки (07.-09.2006), заступник голови Комітету з питань паливно-енергетичного комплексу, ядерної політики та ядерної безпеки (з 09.2006), член фракції Партії регіонів (з 05.2006).
1976-87 — гірничий майстер, заступник начальника, начальник видобувної дільниці, заст. гол. інженера, заст. директора, шахта «Білозерська» ВО «Добропіллявугілля», м. Білозерськ Донец. обл. 1987-89 — начальник відділу, трест «Добропіллявуглебуд», м. Добропілля Донец. обл. 1989-91 — директор, шахта «Білозерська» ВО «Добропіллявугілля». 1991-92 — директор з виробництва, ВО «Добропіллявугілля», м. Білозерськ. 1992—2000 — директор, шахта «Добропільська» ВО «Добропіллявугілля», м. Добропілля. 2000-03 — заступник начальника упр. паливно-енергетичного комплексу, заступник начальника Гол. упр. промисловості — начальник упр. вугільної промисловості та ек. аналізу, Дніпроп. облдержадмін. З 2003 — заст. генеральний директора з перспективного розвитку, з 10.2004 — генеральний директор, ВАТ «Павлоградвугілля».
1990–1998 — депутат Добропільської міської ради. 1998–2002 — депутат Донецької обласної ради.

## Державні нагороди
- Орден «За заслуги» II ст. (30 листопада 2013) — за значний особистий внесок у соціально-економічний, науково-технічний, культурно-освітній розвиток Української держави, вагомі трудові досягнення, багаторічну сумлінну працю[4]
- Орден «За заслуги» III ст. (23 серпня 2011) — за значний особистий внесок у становлення незалежності України, утвердження її суверенітету та міжнародного авторитету, заслуги у державотворчій, соціально-економічній, науково-технічній, культурно-освітній діяльності, сумлінне та бездоганне служіння Українському народові[5]
- Заслужений шахтар України (29 серпня 1997) — за вагомий особистий внесок у розвиток вугільної промисловості, високу професійну майстерність[6]
- Лауреат Державної премії України в галузі науки і техніки (2015)